# Воскресенці
Воскресе́нці (рос. Воскресенцы) — присілок у складі Верхошижемського району Кіровської області, Росія. Входить до складу Середньоівкінського сільського поселення.
Населення становить 1 особа (2010, 18 у 2002).
Національний склад станом на 2002 рік — росіяни 78 %.